# Athyrium costale
Athyrium costale là một loài thực vật có mạch trong họ Woodsiaceae. Loài này được (Sw.) Milde miêu tả khoa học đầu tiên năm 1870.